# Johannesburg (Kalifornia)
Johannesburg – jednostka osadnicza w Stanach Zjednoczonych, w stanie Kalifornia, w hrabstwie Kern.